# NK Prigorje Žerjavinec
NK Prigorje je nogometni klub iz Žerjavineca. U sezoni 2023./24. se natječe u 1. Zagrebačkoj nogometnoj ligi.

## Zanimljivosti
- U svojoj je mladosti za Prigorje igrao i športski novinar i komentator Stjepan Balog.[1]

## Vanjske poveznice
- ZNS-popis klubova  Arhivirana inačica izvorne stranice od 6. travnja 2009. (Wayback Machine)
- NK Prigorje Žerjavinec/Sesvete - Otvorenje nogometnog terena, Facebook